# Ved-ava
Ved-ava (conosciuta come Veden Emo oppure Veen Emo nella mitologia finlandese, Veteema nella mitologia estone e Wedhen Eme oppure Veden Emä in quella careliana è considerata una divinità delle acque.
Come divinità delle acque e della fecondità è anche conosciuta con il nome di Vediava in Lituania mentre nelle popolazioni uraliche dei Mari e della Mordovia il suo nome diventa Ведь-ава. 

## Tradizione orale
Ambigua tra il bene ed il male, viene descritta spesso con l'aspetto di una sirena ed ha spesso grandi seni, lunghi capelli ed un bel canto (a volte accompagnato da uno strumento musicale) per sedurre gli uomini. 

A volte è considerata come lo spirito di una persona annegata o semplicemente una personificazione dell'acqua stessa.
I pescatori spesso sacrificano a lei la prima delle loro catture ed osservano numerosi tabù legati a lei durante la pesca sperando così che sia cospicua.
Una superstizione dei marinari diceva che vederla portava malattie e scorbuto.